# 402 Kloeja
402 Kloeja  (mednarodno ime 402 Chloë) je asteroid tipa S (po Tholenu) oziroma tipa K (po SMASS) v glavnem asteroidnem pasu.

## Odkritje
Asteroid je odkril Auguste Honoré Charlois 21. marca 1895.. Ime ima verjetno po Kloeji iz grške mitologije.

## Lastnosti
Asteroid Kloeja obkroži Sonce v 4,09 letih. Njegova tirnica ima izsrednost 0,113, nagnjena pa je za 11,823° proti ekliptiki. Njegov premer je 54,21 km, okoli svoje osi se zavrti v 7,111 urah .